# Reginald van Orleans

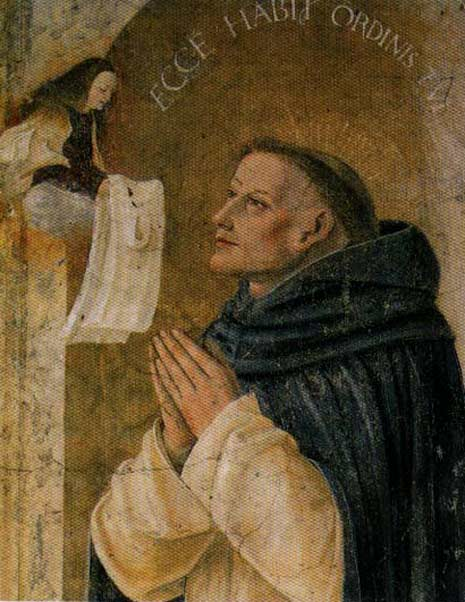
Reginald van Orléans

Reginald van Orléans (Saint-Gilles, ca. 1180 – Parijs, 1 februari 1220) was een Franse priester en een lid van de Orde der Dominicanen. Hij wordt herdacht op 1 februari (en bij de Dominicanen op 12 februari).
Reginald werd geboren rond 1180 in Saint-Gilles, Frankrijk. Hij studeerde rechten aan de Universiteit van Parijs en werd later hoogleraar in de rechten aan dezelfde universiteit. Hij wordt deken van de collegiale kerk Saint-Agnan in Orléans. Zijn academische carrière werd echter onderbroken toen hij ernstig ziek werd tijdens een reis naar Rome. Volgens de overlevering verscheen de Heilige Maagd Maria aan hem en genas hem op wonderbaarlijke wijze. Deze ervaring leidde ertoe dat Reginald zijn leven veranderde en zich aansloot bij de pas opgerichte Orde der Dominicanen, gesticht door Dominicus Guzmán.
Na zijn toetreding tot de orde, werd Reginald een vurig prediker en een invloedrijk lid van de gemeenschap. Hij speelde een sleutelrol in de uitbreiding van de orde in Frankrijk en werd door Dominicus zelf naar Bologna gestuurd om de dominicaanse gemeenschap daar te versterken. Reginald stond bekend om zijn welsprekendheid en toewijding aan de idealen van de dominicanen, waaronder een leven van armoede, studie, en prediking.
Reginald overleed op 1 februari 1220 in Parijs. Hij wordt door de Dominicanen en in sommige katholieke gemeenschappen als een zalige beschouwd en herdacht op de dag van zijn overlijden. Zijn cultus werd door Paus Pius IX in 1875 bevestigd. Zijn invloed en toewijding aan de dominicaanse orde blijven een inspiratiebron voor vele leden van de orde tot op de dag van vandaag.
- Bibliothèque nationale de France: cb118316006 (data)
- International Standard Name Identifier: 0000 0000 6289 2578
- Virtual International Authority File: 89368066